# Digitale chinoise
Rehmannia glutinosa
Espèce
La digitale chinoise (Rehmannia glutinosa), également connue sous le nom chinois de dihuang (地黄), est une plante herbacée, vivace, de la famille des Orobanchaceae, à rhizome charnu, originaire de Chine. Elle atteint au plus 30 cm de hauteur, et possède une rosette de feuilles basales, et des fleurs brun rouge.
Son rhizome constitue l'une des matières médicales utilisée régulièrement en médecine traditionnelle chinoise. La plante est maintenant cultivée pour répondre à la demande de l’industrie de la pharmacopée traditionnelle. Les matières médicales de Rehmannia sont divisées en racines fraîches, séchées et racines préparées en raison de leurs propriétés pharmacologiques différentes.

## Nomenclature et étymologie
L’espèce fut d’abord décrite sous le nom de Digitalis glutinosa en 1770 par le botaniste allemand Joseph Gärtner dans Novi Comment. Acad. Sci. Imp. Petrop. 14 :544. En 1835, le médecin russe Joseph Liboschitz (en) de Vilnius, transféra l’espèce dans le nouveau genre Rehmannia qu’il avait créé, ce qui donna le nom de Rehmannia glutinosa, publié dans Index Seminum [St. Petersburg] 1 :36. 
Le nom de genre Rehmannia rend hommage à Joseph Rehmann (1788-1831), un médecin de Saint Petersburg qui s’intéressait à la botanique.  
L’épithète spécifique glutinosa est dérivé de l’adjectif latin glūtĭnōsus, a, um (gluten), « collant, visqueux » : Cels. Med. 2, 22 (Gaffiot.fr).
En français, le nom vulgaire digitale chinoise est basé sur le genre du basionyme Digitalis glutinosa et sur son aire de répartition naturelle la Chine. 
En chinois, le nom vulgaire 地黄 dihuang, morph. « terre.jaune » vient de son utilisation en tant que colorant jaune dans l'industrie textile traditionnelle.

## Classification
Le genre a été inclus dans les familles des Scrophulariaceae ou des Gesneriaceae dans des classifications plus anciennes. Le placement actuel du genre n'est ni dans les Scrophulariaceae s.s. ni Plantaginaceae s.l. (auquel de nombreuses autres anciennes Scrophulariacées ont été transférées).
Des études moléculaires antérieures ont suggéré que ses plus proches parents étaient les genres Lancea et Mazus, qui ont été inclus dans les Phrymaceae. Par la suite, il a été constaté que les Rehmannia se regroupent avec les Triaenophora, et que ces deux taxons sont conjointement le groupe frère des Lindenbergia et des Orobanchaceae parasites. En 2016, la classification des plantes à fleurs, selon le système APG IV, a élargi les Orobanchaceae pour y inclure les Rehmannia, ce qui en fait l'un des rares genres de la famille, avec les Lindenbergia, à ne pas être parasitaire.

## Synonymes
Selon POWO, le nom accepté Rehmannia glutinosa possède 16 synonymes dont 4 synonymes homotypiques
- Gerardia glutinosa (Gaertn.) Bunge in Enum. Pl. China Bor.: 49 (1833)
- Rehmannia glutinosa var. typica Matsuda in Bot. Mag. (Tokyo) 32: 141 (1918), not validly publ.
- Digitalis glutinosa Gaertn. in Novi Comment. Acad. Sci. Imp. Petrop. 14(1): 544 (1770)

## Description
Rehmannia glutinosa est une plante herbacée, vivace, densément villeuse, à rhizome charnu de 5,5 cm, jaunes.
Sa tige rouge pourpre, fait de 15 à 30 cm de hauteur.
Les feuilles basales forment généralement une rosette. Les feuilles caulinaires se réduisent en taille vers le haut. Le limbe de la feuille est ovale à étroitement elliptique, de 2–13 cm de long sur 1–6 cm de large, à base effilée, et à bord irrégulièrement crénelé ou obtus denté à denté.
Les fleurs sont disposées en un racème terminal ou sont solitaires axillaires à des feuilles caulinaires. La fleur possède un calice de 1–1,5 cm, à 5 lobes, veinés, une corolle de 3–4,5 cm, villeuse blanche, à lobes extérieurs rouge vineux, et 4 étamines. Chaque fleur tubulaire pendante mesure entre 3 et 5 cm de long, et porte une couleur brun rouge veiné de rouge pourpré foncé, avec des lèvres jaune brun pâle.
Le fruit est une capsule ovoïde.
Elle fleurit au début de l'été, avec un grand nombre de fleurs, de couleur violet rougeâtre clair. La floraison et la fructification se déroulent en avril-juillet,.

## Distribution et habitat
Selon POWO, Rehmannia glutinosa est originaire de Chine. Elle pousse en Chine du Centre-Nord, Chine du Centre-Sud, Chine du Sud-Est, Mongolie intérieure, Mandchourie.
Pour Flora of China, elle croit dans les provinces suivantes : Gansu, Hebei, Henan, Hubei, Jiangsu, Liaoning, Mongolie intérieure, Shaanxi, Shandong, Shanxi.
Elle a été introduite dans les deux Corée, et sur les côtes du Vietnam où elle s'est naturalisée.
Elle se rencontre sur les pentes de montagne, aux bords de sentiers; du niveau de la mer jusqu'à 1 100 m d’altitude.
Sa rusticité dépend de l'humidité du sol: en sol sec, elle pourra survivre à des températures allant jusqu'à −15 °C, voire moins, mais en sol humide, elle pourra survivre jusqu'à -10°C.

## Culture et récolte
Pour répondre aux besoins importants de l’industrie de la pharmacopée chinoise, la culture de Rehmannia glutinosa a été encouragée.
La culture se fait de préférence en sol limoneux, en apportant du compost décomposé et des superphosphates. La propagation se fait à partir de rhizomes. La culture ne doit pas rester en place plus de trois ans.  
Il y a des variétés précoces et tardives. La variété précoce est généralement plantée au début d'avril ou à la mi-avril et peut être collectée et récoltée en novembre de la même année. La variété tardive est plantée fin mai-début juin et doit être récoltée en janvier de l'année suivante.
Les principales zones de production sont dans le nord de la Chine, en particulier dans la région de Jiaozuo, une ville-préfecture de la province du Henan, y compris le Xian de Wen 温县, le Xian de Bo'ai, le xian de Wuzhi entre autres. Elle se trouve aussi dans la péninsule coréenne et au Japon.
La ville de Jiaozuo était la préfecture de Huaiqing dans les temps anciens. Comme le Rehmannia glutinosa cultivé dans cette région est particulièrement célèbre pour son efficacité médicinale, il est aussi mentionné comme « Rehmannia de Huaiqing ».

## Analyse chimique des composés bioactifs
Au cours des dernières décennies, un grand nombre d’études chimiques et pharmacologiques ont trouvé dans R. glutinosa des monoterpénoïdes, des triterpènes, des iridoïdes, des glycosides de phénéthylalcool.
Parmi les iridoïdes, la catalpol est le plus abondant et a été associé à des effets anti-inflammatoires et neuroprotecteurs. Une recherche de Zhu et al a visé à étudier les effets antidiabétiques et antioxydants du catalpol de R. glutinosa sur le diabète du rat induit par la streptozotocine (STZ) et les aliments riches en graisses et en sucre. Ils ont pu montrer que le catalpol protégeait contre le diabète induit.

## Les trois types de préparation

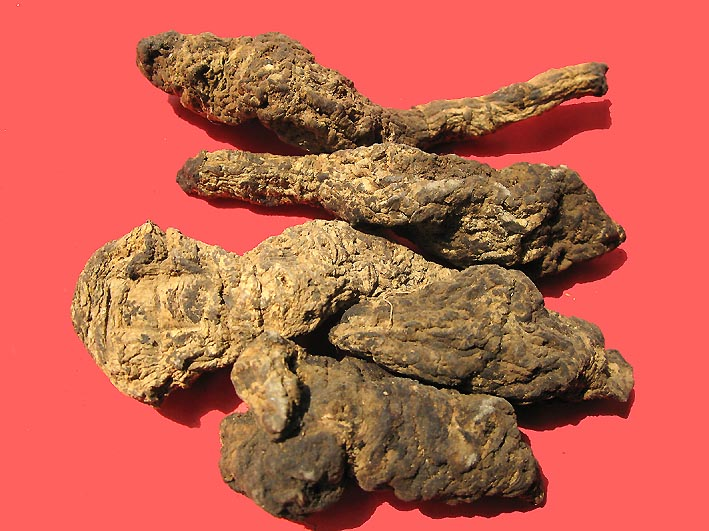
Racine de Rehmannia séchée

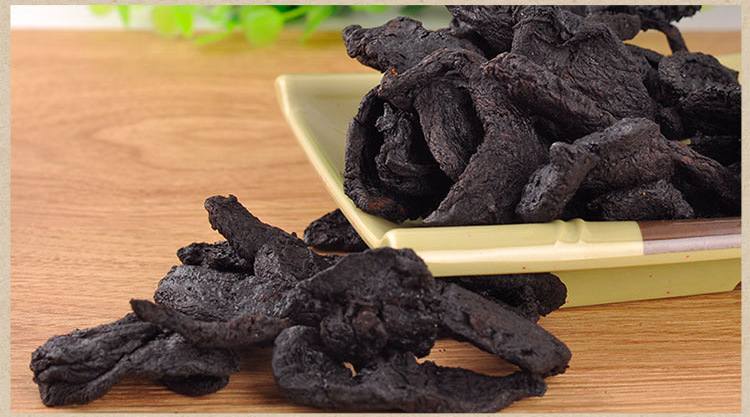
Racine de Rehmannia préparée

On distingue trois types de matière médicale de Rehmannia glutisosa: les racines fraiches (sheng dihuang 生地黄), séchées (gan dihuang 干地黄) et préparées (shu dihuang 熟地黄).
Des premières, fraichement récoltées,  on peut extraire un jus par simple pressage.
Après la récolte des rhizomes et séchage au soleil, on obtient les secondes.
L’élaboration des racines préparées de Rehmannia est le plus compliquée. Les racines lavées sont d'abord mélangées avec du vin de riz et de la farine de Fructus Amomi, humidifiées avec de l'eau. Puis, elles sont sautées à la poêle avec ces deux éléments. Finalement, le mélange doit être cuit à la vapeur et séché au soleil. Cette opération doit être répétée neuf fois dans le but de réduire considérablement les caractéristiques négatives de la racine telles que le goût amer, la sensation de gras et l'inconfort gastro-intestinal après sa prise.

## Histoire
La racine de Rehmannia glutinosa est mentionnée dans le premier ouvrage chinois de matière médicale, le Shennong bencao jing (Classique de la matière médicale du Laboureur Céleste), compilé au début de notre ère sous les Han et étendu par le médecin taoïste Tao Hongjing (452-536). On trouve une notice sur gandihuang 干地黄 le « dihuang séché » :
« Saveur douce, froid, non toxique. Soigne les fractures, les chutes, les tendons sectionnés et les atteintes du centre, chasse les obstacles (bi), comble les os et la moelle ; et fait pousser de la chair...Consommé longtemps, il allège le corps, prévient le vieillissement »  (traduction faite à partir de celle de Sabine Wilms).
Le centre désigne la section centrale du système des sanjiao 三焦 (le Triple brûleur), c’est-à-dire le zhongjiao 中焦, constitué de l’estomac et de la rate.
Le gandihuang est classé dans la catégorie des drogues supérieures qui ne sont pas destinées à soigner les maladies mais à garder le corps en bonne santé, voire à chercher l’immortalité. La dernière remarque « consommé longtemps, il allège le corps », comme celui d’un immortel (capable de chevaucher les nuages), manifeste l’influence du milieu alchimiste possesseur de méthodes magiques.
À l’époque contemporaine, la Pharmacopée chinoise (2008), possède deux notices.
1) la notice sheng dihuang 生地黄, Radix rehmannia. Ses fonctions sont:
- clarifier la chaleur en rafraîchissant le sang
- nourrir le yin et le qi

2) la notice shu-dihuang 熟地黄, Radix Rehmannia Praeparata, indique que la matière médicale est constituée par la racine tubéreuse. Elle est sucrée, tiède ; elle est en relation avec le cœur, le foie, et les reins ;  elle provient de Chine du Nord, Mongolie, après séchage, elle est préparée par étuvage dans du vin, Sharen (Fructus Amomi, Amomum villosum) et du Ju-pi (Pericarpum Citri Tangerinae, écorce de mandarine Citrus reticulata), séchée à nouveau jusqu’à devenir noire à l’intérieur et à l’extérieur, de consistance souple, puis elle est coupée en lamelles.
Ses fonctions sont de
- enrichir le sang et nourrir le yin  (补血滋阴 bǔxuè zī yīn)
- supplémenter la quintessence du rein et de l’énergie vitale

## Propriétés en pharmacopée chinoise
Les propriétés de la racine de digitale chinoise dépendent des traitements post-récolte.

### Racine fraîche de Rehmannia
Nature et saveur
Sa nature est froide avec une saveur amère et douce.
Indications principales
La racine fraîche de Rehmannia possède les fonctions d'éliminer la chaleur pathogène du sang, de nourrir le yin et favoriser la sécrétion de liquide corporel. Ce produit est utilisé pour les saignements de nez ou des vomissements dus à une maladie fébrile ou à une toxine thermique. Elle est aussi capable d'éliminer le feu, de soulager la chaleur, de refroidir le sang et d'arrêter l'hémorragie externe.

### Racine séchée de Rehmannia
Nature et saveur
Sa nature est fraîche avec une saveur légèrement amère et douce.
Indications principales
Elle peut nourrir le yin, refroidir le sang et traiter le diabète et les maladies fébriles dans le sang. Elle est donc principalement utilisée pour traiter des maladies telles que la carence en yin et la chaleur interne, l'insomnie dysphorique par carence et la ménorragie.

### Racine préparée de Rehmannia
Nature et saveur
Sa nature est légèrement tiède avec une saveur douce.
Indications principales
Elle a pour fonction de tonifier le sang et nourrir le yin (en particulier le yin des reins), fortifiant et nourrissant la moelle et l'essence. Elle est prescrite principalement pour les insuffisances rénales et de yin, les troubles de vertige, les maux de dos, les émissions nocturnes, et les métrorragies entre autres.

## Phytothérapie
De petites doses resserrent les vaisseaux sanguins, alors que de larges doses dilatent les vaisseaux sanguins. Ce produit naturel fait baisser la glycémie et inhibe les hydrates de carbone. Il est désormais aussi utilisé pour traiter les troubles hormonaux comme le syndrome de la ménopause, le déséquilibre de la glande thyroïde ou l'insuffisance surrénalienne.

### Dosages
De 9 à 30 g, standard 10 g.

Un dosage excessif peut entrainer des distensions abdominales et des selles molles.

### Contre-indication
Étant lourde et riche, la racine de digitale chinoise séchée et préparée peut rapidement entrainer des stagnations d’humidité et ralentir la digestion. Elle est donc contre-indiquée pour les personnes ayant une stagnation de Qi et des mucosités abondantes, plénitude et douleur dans l’abdomen, manque d’appétit et diarrhée.
Également, elle est contre-indiquée lors de perte d’appétit ou de nausées post-partum. Parfois, des réactions allergiques cutanées ont été rapportées.
Cette racine ne doit pas se trouver en contact avec du bronze ou du fer.
Il est impératif de consulter un spécialiste en herboristerie chinoise ou votre praticien avant de l’utiliser.

### Compatibilités et incompatibilités avec d’autres herbes
Les propriétés de cette racine sont renforcées avec :
- Mai Men Dong  (麥門冬) – Tuber Ophiopogonis Japonici
- Sheng Jiang (生薑) – Rhizoma zingiberis officinalis
- Sha Ren (砂仁) – Fructus Amomi
- L’alcool (jiu 酒)

Elles sont en revanche limitées avec :
- Bei Mu (貝母) – Bulbus Fritillariae

- Le Rehmannia est incompatible avec l’oignon, l’ail ou les radis[18].

## Évaluation des combinaisons
La décoction siwu (四物汤 siwu tang) est une ancienne recette donnée dans le Taiping huimin he jiju fang 太平惠民和剂局方, sous les Song (960-1279). Elle est réputée avoir des effets tonifiants sur le sang et le qi, dans le traitement des maladies hématopoïétiques, des maladies gynécologiques et des maladies cutanées. 
Elle est composée (dose par personne et par jour) de 12 g de Rehmannia glutinosa Radix Preparata (Shudi 属地), 10 g d’Angelica sinensis (Danggui 当归), 12 g de Paeonia lactiflora Radix (Baishao 白芍), 8 g de Ligustrum chuanxiong Rizhoma (Chuanxiong 川芎 ).
Il a été trouvé un composant bioactif de cette combinaison, le Z-ligustilide, ayant des propriétés antibactérienne, anti-inflammatoires et antioxydantes, qui pourraient être responsables des activités similaires de la décoction siwu.
Il est toujours difficile de trouver des essais cliniques de qualité portant sur les remèdes chinois. Par contre on peut trouver des études portant sur des extraits de Rehmannia glutinosa, comme les actéosides extraits de ses feuilles, qui dans des études sur des modèles animaux ont été associés à une réduction de l’excrétion urinaire de protéines. Une équipe chinoise a par conséquent mené une étude visant à évaluer l’efficacité et la sécurité de ces actéosides de Rehmannia glutinosa, utilisés en association l’irbésartan, un antagoniste des récepteurs de l’angiotensine, pour traiter la glomérulonéphrite chronique primaire. Au total 479 patients diagnostiqués avec une glomérulonéphrite chronique primaire, ont été assignés au hasard soit dans le groupe de traitement (actéoside de Rehmannia + irbésartan) soit au groupe témoin (irbésartan). Le critère d’évaluation principal concernait les protéines urinaires sur 24 heures. Après 8 semaines de traitement, le groupe de traitement a montré une réduction de la protéinurie sur 24 h de 36,42% par rapport à la valeur initiale, alors que le groupe témoin avait une réduction de 27,97%.
Le système doctrinal de la médecine chinoise offre une panoplie d’outils comme la théorie des correspondances, permettant « d’expliquer simplement » la guérison d’un patient. Les concepts médicaux de qi, yin-yang, et autres, sont des concepts philosophiques sans aucune base empirique, rendant toute proposition les utilisant infalsifiable. Exemple: comment évaluer empiriquement, objectivement, de manière reproductible que « la racine de Rehmannia fraîche nourrit le yin et le qi » ?
Par contre la pharmacopée chinoise, riche de deux millénaires d’observations, contient des plantes dont les principes actifs peuvent se révéler intéressants.